# ریس ویلیامز (دونده)
ریس ویلیامز (انگلیسی: Rhys Williams؛ زادهٔ ۲۷ فوریهٔ ۱۹۸۴) دونده اهل بریتانیا است.